# 李福泰
李福泰（？—1871年6月2日），山东济宁人，清朝政治人物。同进士出身。
道光二十四年（1844年）甲辰科進士。同治九年十一月初九，由广东巡抚调任廣西巡撫。同治十年四月十五（1871年6月2日），死。抚职由布政使康国器暂代理。